# Siberia (Echo & the Bunnymen)
Siberia è il decimo studio album dagli Echo & the Bunnymen, pubblicato nel 2005 per l'etichetta Cooking Vinyl/ Edel.

## Tracklist
1. Stormy Weather – 4:24
2. All Because of You Days – 5:44
3. Parthenon Drive – 5:11
4. In the Margins – 5:06
5. Of a Life – 3:44
6. Make Us Blind – 4:00
7. Everything Kills You – 4:17
8. Siberia – 4:56
9. Sideways Eight – 3:16
10. Scissors in the Sand – 5:29
11. What If We Are? – 5:09